# Drapeau de la liberté d'expression
Le drapeau de la liberté d'expression (connu en anglais sous le nom Free Speech Flag) est un symbole de liberté utilisé pour diffuser un nombre illégal. Conçu par l'artiste John Marcotte, le drapeau et ses couleurs correspondent à une clé de chiffrement ayant permis aux utilisateurs de copier illégalement des HD DVD et des disques Blu-ray. Il a été créé le 1er mai 2007, lors de la controverse sur les clés de chiffrement AACS (en).
John Marcotte crée le drapeau après que la Motion Picture Association of America (MPAA) et l'Advanced Access Content System Licensing Administrator (AACS LA) ont envoyé des lettres de mise en demeure aux sites web qui partageaient la clé chiffrement 09 F9 11 02 9D 74 E3 5B D8 41 56 C5 63 56 88 C0 (communément appelé 09 F9).
En réponse aux tentatives de suppression de la clé sur Internet, des internautes ont rendu publique la clé cryptographique sur le site web Digg.com. Ce cas est considéré comme un exemple d'effet Streisand.

## Contexte
Le 30 avril 2007, un blogueur nommé Rudd-O publie la clé de chiffrement des HD DVD (09 F9 11 02 9D 74 E3 5B D8 41 56 C5 63 56 88 C0) et demande aux lecteurs de la partager massivement. La publication de cette clé permet alors aux utilisateurs de contourner les DRM et de copier des DVD qui ne pouvaient pas l'être auparavant. Plusieurs médias relayent l'information ainsi que Digg, un site web agrégateur de nouvelles qui permet à l'époque aux utilisateurs de vote et de partager les articles qu'ils jugent les plus intéressants. Le vote des 15 000 utilisateurs de Digg provoque sa publication sur la première page du site,.
L'Advanced Access Content System (AACS), l'organisation qui contrôle l'accès aux clés de cryptage des HD DVD, envoie une lettre de mise en demeure à Digg le 1er mai 2007 ,,,. Dans sa lettre, l'AACS affirme qu'en publiant sur le site des articles qui contenaient la clé de chiffrement, le site se livrait à des activités illégales. Jay Adelson, le PDG de Digg, a annoncé que Digg respecterait les demandes de l'AACS et censurerait les articles qui mentionnaient cette clé de chiffrement.
Cette décision provoqua une réaction inattendue de la part de la communauté du site, devenant un exemple de l'effet Streisand. Jeremy Goldman note dans son livre Going Social publié en 2012 qu'en essayant de faire disparaître la clé, cela n'a fait qu’aggraver la situation. Les utilisateurs de Digg se sont assurés, par leurs votes et leur participation, que tous les articles en première page concernent cette clé de cryptage,.
Après avoir écouté les plaintes de la communauté, Kevin Rose écrit un message à ses utilisateurs pour annuler cette décision. Il annonce que Digg mettrait fin à l'autocensure et a reconnu qu'il comprenait le message des membres de Digg : « Vous nous avez fait savoir très clairement que Digg ferait mieux de se battre plutôt que de baisser sa garde face à une société plus grande. Nous vous avons écoutés, nous arrêtons donc la suppression des entrées et des commentaires liés à cette clé. Nous assumerons les conséquences qui en découlent. »

## Création
John Marcotte, crée le drapeau dans le but de diffuser le code secret des HD DVD sur Internet. Il fait correspondre les nombres de la clé au code couleur HTML du drapeau et le publie ensuite dans un post sur son site web Badmouth le 1er mai 2007. Il critique dans son message accompagnant le drapeau, la façon dont l'utilisation de simple chiffres est devenu une propriété intellectuelle. John Marcotte a d’ailleurs ajouté le sigle CO (Crime zero) pour affirmer que partager un nombre n'est pas un crime. Il demande lors de sa publication de le partager massivement. Il le publie librement et autorise les œuvres dérivées. Il placera plus tard son drapeau dans le domaine public,.
Il écrit dans son poste vouloir lancer un mouvement pour « récupérer » les libertés personnelles des gens et déclare avoir créé son drapeau comme un symbole de soutien aux libertés individuelles.

## Impact
Peu de temps après sa publication, le drapeau a été relayé par des blogueurs à travers plusieurs sites web.
Matthew Rimmer, professeur à l'université nationale australienne, a commenté la légalité de la façons détournée dont les internautes comme Marcotte ont choisi de faire connaître le code secret HD DVD: « Je ne pense pas qu'il [le drapeau] soit nécessairement conçu pour rester dans les limites de la loi. C'est juste une façon amusante de commenter ce qui s'est passé. Je pense qu'il est conçu pour montrer que la loi est absurde ou ridicule et qu'elle devrait être abolie. »,.
Antonio Ceraso de l'université d'État de Pennsylvanie s'est posé la question :« Est-ce que cinq couleurs rayées contenues dans un drapeau constitueraient un dispositif anti-contournement dans le cadre du DMCA ? ».

## Postérité

Drapeau similaire utilisé pour la PlayStation 3.

Le drapeau a inspiré Jeff Thompson, professeur adjoint et directeur du programme d'arts visuels et de la technologie à l'université américaine Stevens Institute of Technology, pour créer un fichier audio de la clé sous forme de mélodie.
Après qu'une clé de cryptage similaire ait été piratée pour les jeux PlayStation 3 (PlayStation 3 homebrew (en)), un nouveau drapeau a été créé par un utilisateur en hommage au drapeau d'origine.

## Biographie
- (en) James Bennett, Television as Digital Media, Duke University Press Books, 2011, 351–355 p. (ISBN 978-0-8223-4910-5), « Architectures of Participation »
- (en) John Girard, A Leader's Guide to Knowledge Management, Business Expert Press, 2009, 109–112 p. (ISBN 978-1-60649-018-1), « The Future Is Just a Day Away »
- (en) Don Tapscott, Grown Up Digital, McGraw-Hill Education, 2008, 188–190 (ISBN 978-0-07-150863-6, lire en ligne), « The Net Generation as Consumers »